# 馬里烏波爾有軌電車

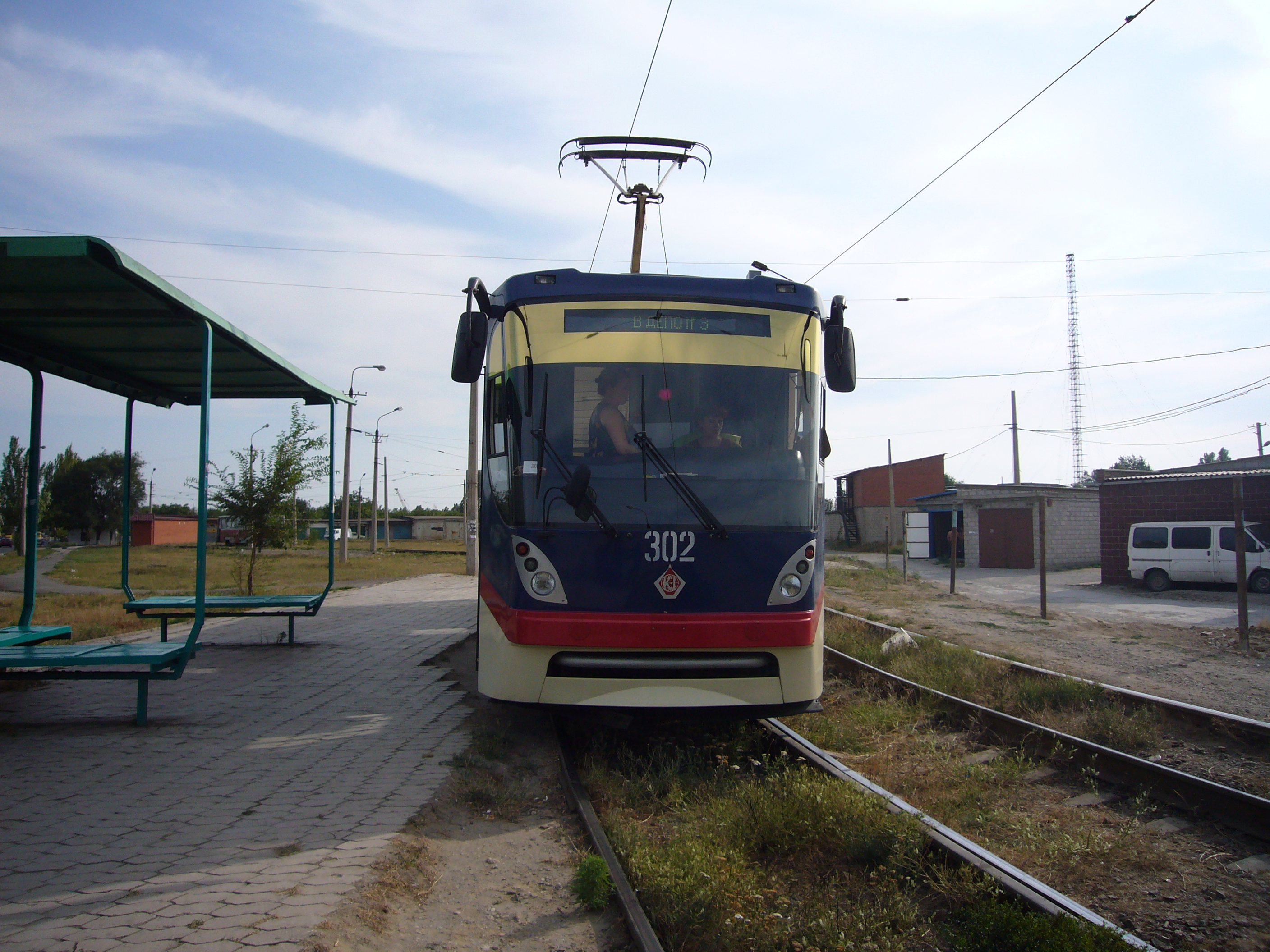

馬里烏波爾有軌電車（羅馬化：Mariupolskyi tramvai）是服務於烏克蘭城市馬里烏波爾的有軌電車系統。於1933年開通，共有12條路線
截至2021年，馬里烏波爾無軌電車和路線巴士歸馬里烏波爾市公益商業公司（КП）和馬里烏波爾無軌電車和無軌電車管理公司（Мариупольское трамвайно-троллейбусно）所有。